# Caroline Springer
Caroline Springer (sinh ngày 22 tháng 3 năm 1990) tại Saint Kitts và Nevis là một cầu thủ bóng đá thi đấu ở vị trí hậu vệ.